# 中国人民解放军空军试验训练基地
中国人民解放军空军试验训练基地是中华人民共和国唯一的航空、防空武器大型综合试验训练基地，代号中国人民解放军95861部队，是中国人民解放军空军航空兵、防空兵部队基地化训练专设机构。

## 沿革
1958年1月18日，按照彭德怀指示，陈锡联、王尚荣及苏联導彈专家盖杜柯夫、钱学森、张贻祥 、孙继先等人赴酒泉考察，从北京出发，先后乘飞机到东北三省、内蒙古草原、宁夏、甘肃、新疆、上海、青岛以及大西南等地。1958年12月到1959年4月期間，蘇聯導彈專家盖杜柯夫砲兵少將到中华人民共和国執行導彈技術轉移的任務。1958年3月3日，毛泽东主席签署命令，组建中国唯一一座综合性导弹试验靶场，即后来的国防科委第二十训练基地。该基地的空空导弹试验部为第二试验部，地空导弹试验部为第三试验部。1958年4月11日，陈士榘率工程兵部队进驻巴丹吉林沙漠，开始了基地建设工程。1958年7月，当基地第二、第三试验部刚组建时，主要担负航空武器的试验定型任务。1959年，一个亚洲最大的特级机场、配套工程及航区技术阵地建设完成。
1970年6月10日，空军党委下发通知，按照国务院、中央军委1970年5月15日第40号文件的精神，确定将国防科委第二十训练基地承担空空、地空导弹武器装备试验打靶任务的第二、第三试验部划归空军。1970年6月15日至7月3日，兰州军区空军副司令员马宁、中央军委空司二炮部处长李德恒等人组成接收组，同国防科委第二十训练基地副司令员张志勇领导的移交组，在第二十训练基地交接。双方协商确定自1970年7月1日起，第二十训练基地所属第二、第三试验部，以1970年5月30日的人员、经费、装备、器材、物资、营房营具的实有数为准，按建制全部划归兰州军区空军建制，其业务领导关系划归中央军委空军。1971年1月16日，中央军委空军下发通知，将原国防科委第二十训练基地第二、第三试验部，分别改称中国人民解放军空军第一训练基地、中国人民解放军空军第二训练基地，均执行师级权限。
1966年，空军第一试验训练基地的前身国防科委第二十训练基地第二试验部成功研制出中高空喷气式靶机“长空一号”，为空空、地空导弹武器试验目标机，1977年转由南京航空学院改进生产，1980年12月交付空军部队使用。1977年9月17日，中国又一颗氢弹爆炸成功，这架“长空一号”无人靶机担负了空中取样的任务。1980年代中期，空军第一试验训练基地用米格-15改装出无人靶机“靶五乙”。
1959年4月，按照中央军委副主席彭德怀指示，组建空军第三训练基地。1965年7月8日，自辽宁省黑山县调驻甘肃省山丹县。
1999年6月，空军合同战术训练中心在巴丹吉林沙漠成立。同年便成功完成了一次高技术条件下的多兵（机）种战术演练。
2003年12月9日，经中央军委批准，中国人民解放军空军第一、二、三试验训练基地及空军合同战术训练中心合并成立中国人民解放军空军试验训练基地。2004年1月16日，在该基地大礼堂，空军副政委黄新宣布该基地组建命令，空军副司令员马晓天将中国人民解放军军旗授予该基地司令员王义生。新组建的中国人民解放军空军试验训练基地成为集“科研、试验、训练、作战”为一体的新型现代化部队。原中国人民解放军空军第一、二、三试验训练基地分别改为中国人民解放军空军试验训练基地第一、二、三试验训练区。其中，第一试验训练区拥有亚洲第一大军用机场，称为“鼎新场站”。
2003年12月25日，中国自主研发的歼-10战斗机最后一次靶试在该基地进行。2000年代，该基地合同战术训练中心建成了中国人民解放军首个具有实战效能的电子战综合试验训练场。
1965年6月到1966年6月，周恩来先后3次来基地视察。1966年3月，中共中央总书记邓小平及多位开国元勋和大将陆续来基地视察。1990年代，中共中央总书记、国家主席、中央军委主席江泽民先后两次来基地调研和视察，并为基地题词：“攻科技难关，当试验尖兵。”2003年10月15日，中共中央总书记、国家主席、中央军委副主席胡锦涛来基地视察。2006年3月，中共中央总书记、国家主席、中央军委主席胡锦涛再次来基地视察。2013年2月2日，中共中央总书记、国家主席、中央军委主席习近平视察了空军试验训练基地。

## 编制
- 第一试验训练区
- 第二试验训练区
- 第三试验训练区
- 合同战术训练中心[25]

## 历任领导
| 中国人民解放军空军试验训练基地司令员 1. 王义生 空军少将（2003年—2007年12月） 2. 陈贵春 空军少将（2007年—2013年） 3. 刘迎伏 空军少将（2013年—2014年） 4. 韩胜延 空军少将（2014年—） 5. 刘树伟 空军少将（？年—） | 中国人民解放军空军试验训练基地政治委员 1. 白广忠 空军少将（2003年—2007年） 2. 余爱水 空军少将（2007年12月—2011年12月） 3. 金心华 空军少将（2011年—2015年） 4. 朱富海 空军少将（2015年—） 5. 雷同东 空军少将（？年—） |